# Rygsvømning
Rygsvømning er en svømmestil hvor svømmeren ligger i vandet på ryggen og foretager symmetriske svømmetag med både arme og ben. Rygsvømning skal ikke forveksles med rygcrawl hvor arme og ben bevæges ude af takt med hinanden.
Rygsvømning er ikke en disciplin som bruges i konkurrencesvømning.
Man skelner mellem to varianter af rygsvømning: Almindelig eller lav rygsvømning, og rygsvømning med overtag.

## Lav rygsvømning
Ved almindelig eller lav rygsvømning er bentagene er de samme som i brystsvømning, bortset fra at svømmeren er placeret på ryggen i vandet. Man bøjer benene i knæene med strakt vrist. Dernæst bøjes vristen og fødderne drejes udad, hvorefter benene slynges udad. Til sidst føres benene sammen igen, stadig med bøjet vrist, og man ender med at strække ben og vrist og glide frem gennem vandet.
Armtagene starter med armene langs siden af kroppen. Man fører så armene vandret væk fra kroppen med håndfladerne nedad og lillefingrene forrest. Herefter drejes hænderne så lillefingeren vender nedad og håndfladen trykker mod vandet mens armene føres tilbage til kroppen.
Svømmearten er en hvilesvømmeart med lav hastighed. Den anvendes ofte af ældre mennesker som bare nyder at svømme. Den bruges også meget af handikappede svømmere.

## Rygsvømning med overtag
Ved rygsvømning med overtag er bentagene identiske med bentagene ved almindelig rygsvømning og brystsvømning.
Armtaget starter med armene liggende på vandet strakt frem forbi hovedet med håndfladerne opad. Håndfladerne drejes så, så lillefingrene vender nedad, og armene føres nedad og udad gennem vandet lige under vandoverfladen indtil hænderne når lårene. Herefter løftes armene fri af vandet og føres opad tilbage til udgangsstillingen.